# James Field
James Field (c. 1714 - 11 de febrero de 1751) fue un marinero y boxeador inglés del siglo XVIII que fue ahorcado por robo. Nació en Dublín y en sus primeros años estuvo involucrado frecuentemente en delitos menores. Su expediente delictivo muestra que mientras vivió en Irlanda pasó la mayor parte del tiempo como prófugo de la justicia, motivo por el cual se trasladó a Londres. Allí continuó su vida criminal y llegó a ser bien conocido en el medio. Buscado por diversos robos, evitó ser capturado haciéndose a la mar y trabajando como marinero en buques mercantes o como corsario. A su regreso a Londres se hizo famoso como boxeador. Vivió y trabajó en un bar llamado The Fox en Drury Lane. Volvió brevemente a Irlanda cuando las cosas se le pusieron difíciles en Londres, pero regresó poco tiempo después. Aunque se le dictaron varias órdenes de aprehensión, los policías le tenían miedo y en lugar de ejecutar las órdenes, cuando lo veían pretendían que no lo reconocían y pasaban de largo.
Finalmente fue sorprendido en The Fox, abatido y detenido por robo con violencia y asaltante de caminos. Fue juzgado por Henry Fielding el 16 de enero de 1751. Field y otros tres hombres fueron acusados de golpear y robar a un hombre y su esposa el 24 de mayo de 1750 y a pesar de que una serie de testigos le proporcionaron diversas coartadas, fue reconocido por su estatura y complexión. James Eklin, que había sido parte del grupo que cometió el crimen, aportó pruebas contra Field. Lo declararon culpable y Fielding lo condenó a muerte. Fue ahorcado en Tyburn el 11 de febrero de 1751, a la edad de 37 años.
Su esqueleto aparece en el anfiteatro anatómico en «Reward of Cruelty» (La recompensa de la crueldad), un grabado de William Hogarth que forma parte de la serie Las cuatro etapas de crueldad. El nombre de Field aparece también en un grabado anterior de la misma serie, llamado «Second Stage of Cruelty» (Segunda etapa de la crueldad), en un cartel que anuncia un combate de box.